# Хвесик Михайло Артемович
Хве́сик Миха́йло Арте́мович (нар. 21 липня 1955 р. с. Лахвичі Любешівського району Волинської області) —  український науковець, економіст, еколог. Заступник директора з наукової роботи Інституту демографії та проблем якості життя НАН України, директор Державної установи «Інститут економіки природокористування та сталого розвитку НАН України», доктор економічних наук (1992), професор (1996), заслужений діяч науки і техніки України (2007), академік Національної академії аграрних наук України (2010), академік Української екологічної Академій наук, член правління Спілки економістів України. Лауреат Державної премії України в галузі науки і техніки.

## Біографія
Народився 21 липня 1955 у с. Лахвичі Любешівського району Волинської області.
У 1983 році закінчив геолого-географічний факультет Харківського державного університету ім. М.Горького (Харківський національний університет імені В. Н. Каразіна) за спеціальністю «геологічна зйомка, пошуки та розвідка родовищ корисних копалин».  У 1985 р. закінчив аспірантуру Українського НДУ гідротехніки і меліорації за спеціальністю «меліорація і зрошуване виробництво», а  1986 року захистив кандидатську дисертацію на здобуття наукового ступеня кандидата технічних наук. «Влияние орошения сточными водами на формирование гидрогеолого-мелиоративной обстановки (на примере оросительных систем УССР)».
Працював на різних посадах, починаючи з техніка-гідрогеолога, ст. інженера-гідрогеолога, зав. лабораторією, молодшим науковим співробітником в науково-дослідних установах Мінводгоспу України (1977-1989 рр.). 
З 1989 р. працює у  Раді по вивченню продуктивних сил України НАН України, де пройшов шлях від старшого наукового співробітника до виконуючого обов’язки Голови.  
Захистив докторську дисертацію у 1992 р. за спеціальністю «економіка природокористування та охорона навколишнього середовища»,  1996 р. присвоєно вчене звання професора кафедри економіки підприємств. В 2007 році обраний членом-кореспондентом Української академії аграрних наук, а в 2010 р. дійсним членом  Національної академії аграрних наук України. Обраний на посаду директора «ДУ Інститут економіки природокористування та сталого розвитку НАН України» у 2010 році. 
З 2024 року заступник директора з наукової роботи Інституту демографії та проблем якості життя НАН України.

## Наукова діяльність
Спеціаліст у галузі еколого-економічних проблем використання та охорони природних ресурсів. Основні напрямки його діяльності стосуються економіки агропромислового комплексу, земельних відносин, аграрного природокористування, наукового забезпечення інвестиційно-інноваційного розвитку продуктивних сил, трансформації української економіки, розробки наукових засад оптимізації екосистем, охорони та відтворення природно-ресурсного потенціалу, безпеки життєдіяльності та резилієнтності якості життя населення, забезпечення сталого розвитку і національної безпеки України.
Автор близько 600 наукових праць, зокрема 100 монографій, підручників та навчальних посібників.
Ним підготовлено низку проектів законодавчих актів, нормативно-технічних і нормативно-правових документів. Він є автором винаходів та рекомендацій щодо технології утилізації і переробки відходів промислового і сільськогосподарського походження.
Засновник наукової школи економістів-екологів, підготував 18 докторів та 36 кандидатів економічних наук.
Являється членом редколегії ряду журналів (Економіка України (журнал), Економіка АПК, Демографія та соціальна економіка)  консультативних та наукових рад як в Україні, так і за кордоном, робочих груп і координаційних рад НАН України, Ради Національної безпеки і оборони України, членом бюро Відділення економіки Національної академії наук України та Національної академії аграрних наук України, керівником секції продуктивних сил Спілки економістів України, членом науково-технічних рад міністерств і відомств.
Учасник робочої групи Національної академії наук України з питань підриву Каховської ГЕС;  координаційної ради Національної академії наук України з питань зміни клімату; консультативної ради з питань розвитку сільського господарства та сільських територій;  координаційної ради комплексної наукової програми «Регіональні проблеми раціонального природокористування» Київського національного університету імені Тараса Шевченка; консультативної ради проекту «GEIPP Ukraine» з питань розвитку екоіндустріальних парків України.
Пройшов стажування в Сполучених Штатах Америки за програмою International Visitor Leadership Program (Regional development policy to ensure sustainable development, 2006).

## Нагороди і почесні звання
- Заслужений діяч науки і техніки України (16 травня 2007) — за вагомий особистий внесок у розвиток вітчизняної науки, зміцнення науково-технічного потенціалу України, підготовку наукових кадрів, багаторічну плідну наукову діяльність[2]
- Державна премія України в галузі науки і техніки 2013 року — за цикл наукових праць «Використання природних ресурсів України в умовах екологічних обмежень» (у складі колективу)[3]
- Лауреат премії ім. Туган-Барановського НАН України (1998).
- Нагороджений Грамотою Верховної Ради України за заслуги перед українським народом (2008),   Почесною грамотою Національної академії аграрних наук України (2020), Почесною грамотою Спілки економістів України (2010).

## Публікації
1. Хвесик М.А. Інституційні інструменти забезпечення резильєнтності природно-ресурсного комплексу: безпековий аспект / Хвесик М.А., Обиход Г.О., Мандзик В.М. // Економіка України – 2024. – Т. 7. № 8(753). – С. 77-87. [4]
2. Хвесик М.А. Інструменти інституційного забезпечення стійкості резилiєнтного природокористування в Україні/ Хвесик М.А., Левковська Л.В., Мандзик В.М.// Інвестиції: практика та досвід (Економічна Наука), № 9/2024, С. 5-9.[4]
3. Khvesyk M. Structural Evaluationof the Natural Wealth of Ukraine and the Regions / Khvesyk M., Bystrakov I., Ilina M.// Smart Technologiesin Urban Engineering. STUE 2023. Lecture Notesin Networks and Systems, vol 808,. Springer, Cham., 2023, 177–188 (Scopus).[5]
4. Khvesyk М. After-The-War recovery of the environment of Ukraine: the Vision and Provision / Khvesyk М. Ilina M. // Business, Economics, Sustainability, Leadership and Innovation, 2023 – № 10 – P. 30-36.[4]
5. Mykhaylo Khvesyk, Ihor Bystrakov, and Mariia Ilina. Structural evaluation of the Natural Wealth of Ukraine and the Regions Харків, грудень 2023 (Scopus)[5]
6. Khvesyk М. Legal Regulations of biofuel production in Ukraine Michael Khvesyk, Grygorii Kaletnik, Natalia Pryshliak, Julia Khvesyk / POLITYKA ENERGETYCZNA . 2022. Volume 25. Issue 1. 125–142. (Scopus)[5]
7. Khvesyk М. Institutional capacity building on waste management as a secondary resource in Ukraine on the path to European integration. / Michael Khvesyk, Grygorii Kaletnik, Natalia Pryshliak, Julia Khvesyk //  POLITYKA ENERGETYCZNA. 2022. Volume 25. Issue 3 105–122. (Scopus)[5]
8. Хвесик М.А., Ільїна М.В. Екосистемні платежі як інструмент реалізації екосистемного підходу в управлінні природокористуванням // Економіка України. 2022. No 10. С. 76—92.[4]
9. Хвесик. М.А. Природно-ресурсний потенціал і ринкове середовище: теорія й практика / М. А. Хвесик, А. М. Сундук  //  Економіка України. 2022. № 8. С. 70–82.  https://doi.org/10.15407/economyukr.2022.08.070.[4]
10. Хвесик М.А. Стратегія водної політики України: перспективи реалізації / Хвесик М.А., Левковська Л.В., Мандзик В.М. // Економіка природокористування і сталий розвиток. – 2021. – №10 ( 29). – С. 6–16. – Режим доступу – DOI: https://doi.org/10.37100/2616-7689.2021.10(29).1
11. Хвесик М. Системно-комплексна оцінка природно-економічного потенціалу сталого розвитку України: методологія формування / Хвесик М., Обиход Г., Хвесик Ю., Васілевскі М. // Облік і фінанси. –  № 4(94). –  2021. – C 147 –152. – Режим доступу – https://doi.org/10.33146/2307-9878-2021-4(94)-147-152
12. Хвесик М.А. Публічно-приватне партнерство в забезпеченні сталого просторового розвитку / М.А. Хвесик, І.К. Бистряков, Д.В. Клиновий // Економіка України – 2020. – №1. – С.3-23. Режим доступу – http://economyukr.org.ua/?page_id=723&lang=uk&aid=154
13. Хвесик М.А. Природно-ресурсна рента і рентні платежі: диференціація понять  / М.А. Хвесик, Л.В. Левковська, О.В. Сакаль, Д.В. Клиновий // Фінанси України – 2020. – №1. – С.83-98. Режим доступу – http://finukr.org.ua/?page_id=723&aid=4681.